# Pedro Alexandro García
Pedro Alexandro García de la Cruz (Pisco, 14 marzo 1974) è un ex calciatore peruviano, di ruolo centrocampista.

## Caratteristiche tecniche
Gioca da centrocampista, ma si può adattare anche al ruolo di attaccante.

## Carriera

### Club
La sua prima squadra fu l'Alianza Lima, titolata società della capitale peruviana: dopo due stagioni prima all'América Cochahuayco e all'Alcides Vigo, squadre partecipanti alla seconda divisione nazionale, tornò alla compagine che gli aveva permesso di entrare nel calcio professionistico. Con la maglia dell'Alianza pertanto totalizzò 56 presenze suddivise in due stagioni e riuscì a diventare campione nazionale nel 1997.
Nel 2001 si trasferì all'Alianza Atlético di Sullana, in cui si mise in evidenza grazie all'elevata media-gol (0,48 reti a partita), tanto da guadagnarsi anche la chiamata in Nazionale. In seguito alle buone prestazioni in campionato fu acquistato dall'Universidad San Martín.

### Nazionale
Debuttò in Nazionale nel 2000, e fu incluso dal commissario tecnico Julio César Uribe nella lista dei convocati per la Copa América di quell'anno, tenutasi in Colombia. Ha partecipato inoltre alle edizioni di Perù 2004 e Venezuela 2007 e alle qualificazioni per Sudafrica 2010.

## Palmarès

### Club

#### Competizioni nazionali
- Campionato peruviano: 3

Alianza Lima: 1997
Universidad San Martín: 2007, 2008